# 広島県立福山高等技術専門校
広島県立福山高等技術専門校（ひろしまけんりつふくやまこうとうぎじゅつせんもんこう、英語：Fukuyama Vocational Training School）は、広島県福山市にある県立の職業能力開発校である。

## 所在地
- 広島県福山市山手町六丁目30番1号

## 訓練科
- 機械システム科
- 電気設備科
- 自動車整備科
- 情報システム科
- 金属加工科
- 建築科
- 住宅設備メンテナンス科
- OA事務科
- 介護サービス科

## アクセス
鉄道
- JR福塩線備後本庄駅から徒歩15分

バス
- 中国バス津之郷行…山手橋バス停または泉住宅バス停から徒歩5分程度
- 中国バス郷分行…技術専門校前バス停から徒歩5分程度

※JR山陽新幹線・山陽本線・福塩線福山駅前から乗車した場合どのバス停でも運賃は200円（小児半額）である。

## 備考
- 敷地にはかつて福山市立第四中学校（1948 - 1949年）→福山市立城北中学校山郷分校（1949 - 1953年）があった。校門脇にそのことを示す看板がある。